# Jerzy Wostal
Jerzy Adolf Wostal (niem. Georg Adolf Wostal, ur. 6 grudnia 1914 w Królewskiej Hucie, zm. 12 lutego 1991 w Pasawie) – polski piłkarz niemieckiego pochodzenia występujący na pozycji napastnika, reprezentant Polski w latach 1936–1939.

## Kariera klubowa
Jego pierwszym klubem był zespół ZPS (Zjednoczeni Przyjaciele Sportu) Chorzów. W 1933 roku przeniósł się do AKS Królewska Huta (od 1934 roku AKS Chorzów), z którym wywalczył w 1936 roku awans do ekstraklasy. W pierwszym sezonie w I lidze w sezonie 1937 wywalczył z chorzowską drużyną wicemistrzostwo Polski, a w klasyfikacji najlepszych strzelców zajął drugie miejsce z 11 golami.
W 1939 roku otrzymał pracę w redakcji gliwickiego czasopisma Oberschlesischer Wanderer i zaczął grać w drużynie Vorwärts-Rasensport Gleiwitz. Po II wojnie światowej zamieszkał w Niemczech, był zawodnikiem i trenerem 1. FC Passau, oraz trenerem innych lokalnych drużyn w Bawarii.

## Kariera reprezentacyjna
6 września 1936 zadebiutował w reprezentacji Polski w towarzyskim meczu przeciwko Łotwie w Rydze (3:3), w którym strzelił gola. Znalazł się w szerokiej kadrze na Igrzyska Olimpijskie 1936, ostatecznie pozostał w kraju pełniąc rolę rezerwowego. Ogółem w latach 1936–1939 rozegrał w zespole narodowym 10 spotkań i zdobył 4 bramki.

### Bramki w reprezentacji
| LP | Data                 | Miejsce                            | Przeciwnik | Bramka | Rezultat | Ranga meczu                       |
| -- | -------------------- | ---------------------------------- | ---------- | ------ | -------- | --------------------------------- |
| 1. | 6 września 1936      | Stadion JKS, Ryga                  | Łotwa      | 1:0    | 3:3      | Mecz towarzyski                   |
| 2. | 10 października 1937 | Stadion Wojska Polskiego, Warszawa | Jugosławia | 3:0    | 4:0      | Eliminacje Mistrzostw Świata 1938 |
| 3. | 13 marca 1938        | Hardturm, Zurych                   | Szwajcaria | 2:2    | 3:3      | Mecz towarzyski                   |
| 4. | 27 maja 1939         | Stadion ŁKS, Łódź                  | Belgia     | 3:1    | 3:3      | Mecz towarzyski                   |